# Azencross

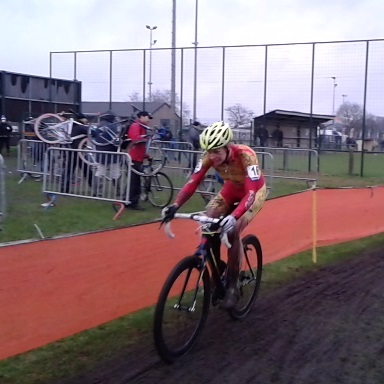
Der Azencross führt kreuz und quer über den Sportplatz von Loenhout.

Das Azencross ist ein belgisches Cyclocrossrennen. Der Wettbewerb wird seit 1984 in Loenhout ausgetragen.

## Geschichte
Seit seiner Einführung im Jahr 1984 wird der Azencross Ende Dezember zwischen Weihnachten und Silvester ausgetragen. Er findet rund um den Sportplatz von Loenhout statt, bezieht aber auch die umliegenden Straßen mit ein. Sein wohl bekanntestes Merkmal ist der im Cyclocross sonst nicht übliche Pumptrack, der einmal pro Runde passiert wird. Jahreszeitlich bedingt ist der Boden meist aufgeweicht, und die Fahrer haben mit viel Matsch zu kämpfen.
Von 1987 bis 1992 und erneut von 2001 bis 2021 war der Azencross Teil der GvA Trofee bzw. ihrer Nachfolger. 1993 bis 1995 war er auch im Weltcup vertreten. 2020 wurde das Rennen nicht organisiert, da angesichts der Corona-Pandemie ein Rennen mitten im Ortskern als zu unsicher angesehen wurde. Seit 2022 ist der Azencross Mitglied im Exact Cross. Im Gegensatz zum Weltcup oder der Trofee ist dies ein loser Verbund von Rennen ohne übergreifende Wertung.
Bei den Männern werden neben der Elite auch Rennen in den Kategorien U23 und Junioren ausgetragen. 1998 führte der Azencross als erstes Rennen in Belgien auch eine Frauen-Kategorie ein. 2018 war der Azencross Schauplatz eines Pilotprojekts, um erstmals eine Rennserie für Juniorinnen zu etablieren.
Rekordsieger bei den Männern ist Sven Nys mit sechs Erfolgen. Seinen bekanntesten Auftritt hatte er jedoch 2012, als er wiederholt mit Bier beworfen wurde, schließlich vom Rad stieg und den Übeltäter zur Rede stellte; damit opferte er seine Chancen in der Trofee. Ebenso sechsmal hat Daphny van den Brand bei den Frauen gewonnen.

## Siegerliste

### Männer
- 1984:  Roland Liboton
- 1985:  Roland Liboton
- 1986:  Hennie Stamsnijder
- 1987:  Hennie Stamsnijder
- 1988:  Roland Liboton
- 1989:  Danny De Bie
- 1990:  Danny De Bie
- 1991:  Danny De Bie
- 1992:  Adrie van der Poel
- 1993:  Marc Janssens
- 1994:  Radomír Šimůnek
- 1995:  Paul Herijgers
- 1996:  Adrie van der Poel
- 1997:  Adrie van der Poel
- 1998:  Marc Janssens
- 1999:  Richard Groenendaal
- 2000:  Sven Nys
- 2001:  Erwin Vervecken
- 2002:  Sven Nys
- 2003:  Bart Wellens
- 2004:  Sven Nys
- 2005:  Sven Nys
- 2006:  Niels Albert
- 2007:  Lars Boom
- 2008:  Zdeněk Štybar
- 2009:  Sven Nys
- 2010:  Niels Albert
- 2011:  Niels Albert
- 2012:  Niels Albert
- 2013:  Sven Nys
- 2014:  Wout van Aert
- 2015:  Tom Meeusen
- 2016:  Wout van Aert
- 2017:  Mathieu van der Poel
- 2018:  Wout van Aert
- 2019:  Mathieu van der Poel
- 2020: wegen Corona-Pandemie abgesagt
- 2021:  Wout van Aert
- 2022:  Wout van Aert
- 2023:  Mathieu van der Poel
- 2024:  Mathieu van der Poel

### Frauen
- 1998:  Daphny van den Brand
- 1999:  Hanka Kupfernagel
- 2000: keine Austragung
- 2001:  Daphny van den Brand
- 2002:  Daphny van den Brand
- 2003:  Hanka Kupfernagel
- 2004:  Daphny van den Brand
- 2005:  Marianne Vos
- 2006:  Hanka Kupfernagel
- 2007:  Hanka Kupfernagel
- 2008:  Daphny van den Brand
- 2009:  Daphny van den Brand
- 2010:  Marianne Vos
- 2011:  Marianne Vos
- 2012:  Sanne Cant
- 2013:  Marianne Vos
- 2014:  Kateřina Nash
- 2015:  Sanne Cant
- 2016:  Sanne Cant
- 2017:  Sanne Cant
- 2018:  Lucinda Brand
- 2019:  Ceylin del Carmen Alvarado
- 2020: wegen Corona-Pandemie abgesagt
- 2021:  Lucinda Brand
- 2022:  Shirin van Anrooij
- 2023:  Sanne Cant
- 2024:  Marion Norbert-Riberolle